# Firestone (Colorado)
Firestone ist eine Gemeinde im Weld County des US-Bundesstaates Colorado.

## Geschichte
Die Stadt wurde nach Jacob Firestone, einem Landbesitzer, benannt und 1908 als eine Gemeinde gegründet.

## Demografie
Nach der Volkszählung von 2020 leben in Firestone 17.303 Menschen. Die Bevölkerung teilte sich im Jahr auf in 91,0 % Weiße, 0,3 % Afroamerikaner 0,3 % Indianer, 2,6 % Asiaten und 4,3 % mit zwei oder mehr Ethnizitäten. Hispanics oder Latinos machten 17,9 % der Bevölkerung aus. Das mittlere Haushaltseinkommen lag bei 100.288 US-Dollar und die Armutsquote bei 3,4 %.
| Jahr | Einwohner¹ |
| ---- | ---------- |
| 1950 | 297        |
| 1960 | 276        |
| 1970 | 570        |
| 1980 | 1.204      |
| 1990 | 1.358      |
| 2000 | 1.908      |
| 2010 | 10.147     |
| 2020 | 16.381     |

¹ 1950 – 2020: Volkszählungsergebnisse